# Breuvannes-en-Bassigny
Breuvannes-en-Bassigny település Franciaországban, Haute-Marne megyében. Lakosainak száma 652 fő (2022. január 1.). Breuvannes-en-Bassigny Germainvilliers, Lamarche, Larivière-Arnoncourt, Levécourt, Merrey, Val-de-Meuse, Parnoy-en-Bassigny, Romain-aux-Bois, Audeloncourt, Bassoncourt, Champigneulles-en-Bassigny, Choiseul, Clefmont, Daillecourt, Doncourt-sur-Meuse és Damblain községekkel határos.

## Népesség
A település népességének változása:
| Lakosok száma | 513  | 805  | 727  | 726  | 690  | 687  | 678  | 673  | 670  | 652  |
|               | 1968 | 1982 | 1990 | 2006 | 2013 | 2015 | 2017 | 2019 | 2020 | 2022 |